# Beckiella africana
Beckiella africana är en kvalsterart som först beskrevs av Balogh 1958.  Beckiella africana ingår i släktet Beckiella och familjen Dampfiellidae. Inga underarter finns listade.